# Хамас
Хамас, акроним на Ха̀ракат ал Мука̀уама ал Исламѝя (на арабски: حركة المقاومة الإسلامية; в превод: „Ислямско движение за съпротива“; арабската дума хамас (حماس) означава „стремеж“, „устрем“), е  палестинска сунитска ислямистка терористична политическа организация. Основана е от Ахмед Ясин и Мухамед Таха в края на 1987 г. като клон на Мюсюлманското братство. Основната ѝ цел е унищожаването на Израел и създаването на държава Палестина. Хамас се ръководи от Халед Машал до 6 май 2017 г. На 6 май 2017 г. Хамас избира своя нов лидер Исмаил Хания, който е убит на 31 юли 2024 година. Базата на Хамас е в Ивицата Газа, но организацията води операции и на Западния бряг.
Хамас е смятана от САЩ, Израел и Европейския съюз за терористична организация. Част от подкрепата към нея се дължи на благотворителните ѝ акции за подпомагане на бедните палестинци, както и на военизираните ѝ възгледи. На запад Хамас е известна със своята тактиката за самоубийствените атентати срещу Израел, като те най-вече са насочени към израелските военни и тайни сили, за да бъде преустановена окупацията на Западния бряг и на Ивицата Газа, както и за да унищожи Израел (на който групировката гледа като на завзета палестинска земя). Голяма част от населението на Палестина подкрепя движението за съпротива, включително производството на бомби в тунелите под болници и училища, които Хамас използва за свои военни бази.
Хамас системно е атакувал израелски цивилни, включително използвайки самоубийствени бомбени атентати, както и изстрелвайки ракети по израелски градове и води множество войни с Израел, включително тези през 2008-09, 2012, 2014, 2021 г. и продължаваща от октомври 2023 г. насам, която започна с атаките на 7 октомври 2023 година.
На 7 октомври 2023 година Хамас извършва най-големия терористичен акт срещу Израел, и заедно с други палестински бойци убиват близо 1200 израелци, около две трети от които цивилни. Приблизително 250 израелски цивилни и войници са отведени в Ивицата Газа като заложници, които от тогава биват разменяни за освобождаването на палестински затворници в Израел, като част от размяна на затворници. Много от заложниците са върнати мъртви. В началото на юли 2025 година най-малко 20 от останалите 50 невърнати от Хамас заложници в ивицата Газа все още са живи.

## Избори
Парламентарни избори
| Година         | Гласове брой | Места в Законодателния съвет |
| -------------- | ------------ | ---------------------------- |
| 20 януари 1996 |              | 4 от 88 места                |
| 29 януари 2006 | 2 372 577    | 74 от 132 места              |
| [ 11 ]         |              |                              |

## Отричане на Холокоста
След заставането на власт през 2007 г. в Ивицата Газа Хамас в публично изявление определя Холокоста като „най-голямата лъжа в света“.
Също Хамас забранява излъчването по телевизията в Ивицата Газа на всякакви научнопопулярни филми, свързани с Холокоста.
След терористичния акт на Хамас срещу Израел от 7 октомври 2023 година и последвалата война на Израел в Ивицата Газа, Хамас е оставен без лидерство.